# Chesneya borissovae
Chesneya borissovae är en ärtväxtart som beskrevs av Nikolai Vasilievich Pavlov. Chesneya borissovae ingår i släktet Chesneya och familjen ärtväxter. Inga underarter finns listade i Catalogue of Life.